# Kristiansenite
La kristiansenite è un minerale.